# 施韋岑巴赫
施韦岑巴赫（德語：Schwerzenbach）是瑞士联邦苏黎世州乌斯特区的市镇。该市镇面积为2.64平方千米，海拔高度443米，2018年12月31日人口数为5,115。

## 外部連結
- 施韦岑巴赫官方网站 （德文）